# Novooceakiv, Bereznehuvate
Novooceakiv (în ucraineană Новоочаків) este localitatea de reședință a comunei Novooceakiv din raionul Bereznehuvate, regiunea Mîkolaiiv, Ucraina.

## Demografie
Componența lingvistică a localității Novooceakiv
     Ucraineană (93,75%)
     Rusă (2,62%)
     Română (1,21%)
Conform recensământului din 2001, majoritatea populației localității Novooceakiv era vorbitoare de ucraineană (93,75%), existând în minoritate și vorbitori de rusă (2,62%), armeană (2,42%) și română (1,21%).